# Aups
Aups település Franciaországban, Var megyében. Lakosainak száma 2254 fő (2022. január 1.). Aups Bauduen, Fox-Amphoux, Moissac-Bellevue, Salernes, Sillans-la-Cascade, Tourtour, Vérignon és Villecroze községekkel határos.

## Népesség
A település népességének változása:
| Lakosok száma | 2122 | 2134 | 2214 | 2228 | 2275 | 2284 | 2303 | 2317 | 2254 |
|               | 2013 | 2015 | 2016 | 2017 | 2018 | 2019 | 2020 | 2021 | 2022 |